# Rooddijsperwer
De rooddijsperwer (Accipiter erythronemius) is een roofvogel uit de familie van de havikachtigen (Accipitridae). 

## Verspreiding en leefgebied
Deze soort komt voor van zuidoostelijk Bolivia en zuidelijk Brazilië tot Paraguay, Uruguay en noordelijk Argentinië.

## Status
De rooddijsperwer komt niet als aparte soort voor op de lijst van het IUCN, maar is daar een ondersoort van de Amerikaanse sperwer (A. striatus erythronemius).